# Mon Pays (chanson, 2023)
Pour les articles homonymes, voir Mon pays.
Mon pays est une chanson de Saint-Michel sur l'abolition de l'esclavage, tirée de l'album Grand Enfant (Afro-Jazz vol.1), écrite  par Michel Bampély, composée par Yvano et réalisée par le pianiste Tiery-F. Le titre est sorti en 2023 via le label Virgin Music Africa et distribué par Universal Music Africa,.

## Description

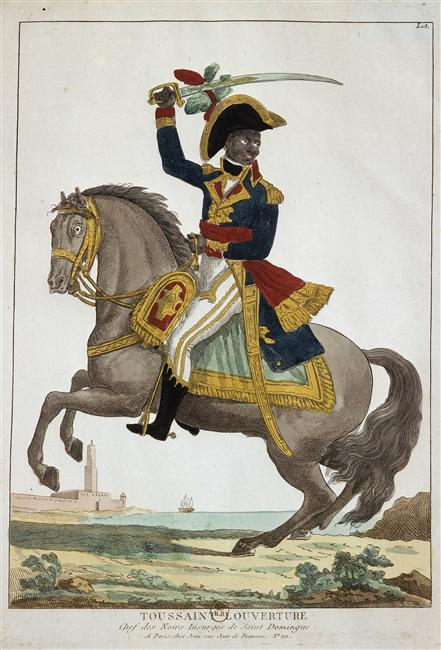
Toussaint Louverture, chef des insurgés de Saint-Domingue, XIX.

La chanson  Mon pays décrit la détresse et l'espoir face à l'oppression ainsi qu'à la séparation de l'esclave de son pays d'origine. L'artiste exprime avoir « la mémoire dans la peau », revenant ainsi sur les luttes et les révoltes des Africains d'antan face à la traite négrière,.
Cette démarche renvoie également aux martyrs et héros de la résistance coloniale, renvoyant à la  conscience historique de l'artiste. Le 26 mai 2023, Saint-Michel a dévoilé une vidéo-lyrics du single mentionnant les figures telles que Toussaint Louverture, Anne Nzinga, Dandara, Frederick Douglas ou Sanité Belair.

## Musique

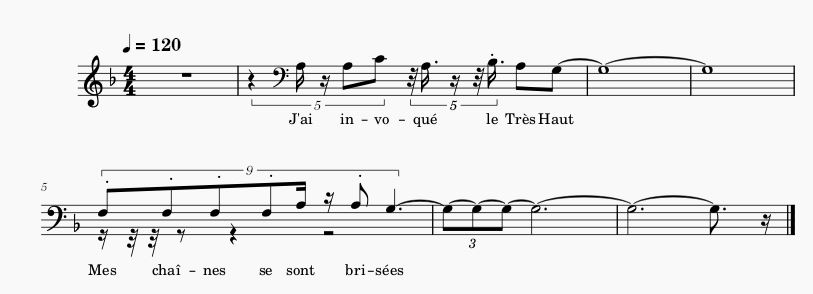
Fragment de Mon pays

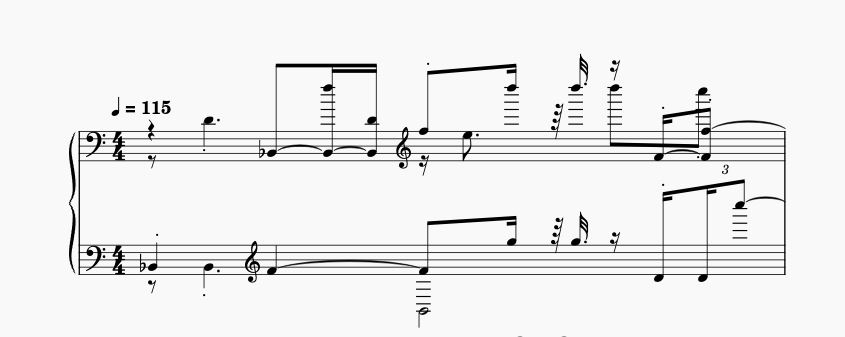
Début de l'arrangement de la chanson Mon pays par Tiery-F, (2021).

Le morceau Mon pays illustre la fusion entre le jazz et l’afrobeat, combinant l’harmonisation propre au jazz avec les rythmes percussifs et syncopés caractéristiques de la rumba congolaise. La composition de la musique est signée par l'artiste et musicien Yvano qui lui confère également une touche issue de la culture afro-guyanaise,.
L'arrangement et la réalisation du titre ont été confiés au compositeur, pianiste et percussionniste Tiery-F, reconnu pour son approche éclectique. Les riffs de guitare congolaise sont assurés par l'artiste et guitariste Bruno Dias.

## Paroles
À travers une narration sensible, Saint-Michel évoque l’exil, la mémoire et l’identité, inscrivant ce titre dans une réflexion plus large sur l'histoire africaine et l'héritage familial :

« J'ai invoqué le Très Haut

Mes chaînes se sont brisées
J'ai imploré le Très Haut
 Mes chaînes se sont briées,

Mon peuple est à genoux, à genoux
Que le monde est fou et cruel
Ils se sont liés contre nous

J'ai cette mémoire dans la peau

C'est le prix à payer
Maman j'ai quitté mon pays
Papa je ne l'ai jamais trahi
Mon pays a payé [...]
J'étais loin de vous, loin de vous

Mais j'ai promis de rester en vie

De rester en vie
 
Je n'ai pas pu sauver tous les autres
 
Je n'ai pas pu aider tous les autres
 
Je n'ai pas su aimer tous les autres
. »

(paroles : Michel Bampély)

## Artistes et musiciens
- Saint-Michel : auteur, chant, chœurs
- Tiery-F : piano, claviers, percussions et réalisation musicale
- Yvano : composition, enregistrement, direction vocale, chœurs
- Bruno Dias : guitares rumba
- Kevin Loumeka: Voix additionnelle

## Crédits
Source des crédits
- Enregistré, arrangé, réalisé, mixé et masterisé par Tiery-F au studio Loïs et Clark
- Enregistré, dirigé par Yvano au studio Al Music Records
- Voix additionnelle enregistrée, dirigée par Paul Yoko Yimba au studio G (Kinshasa) pour Apymba Prod
- Artwork : Jocelyn Nkembe Nyemb

## Historique de sortie
| Pays         | Date        | Format               | Label                                       |
| ------------ | ----------- | -------------------- | ------------------------------------------- |
| Afrique      | 26 mai 2023 | Téléchargement légal | Virgin Music Africa, Universal Music Africa |
| Monde entier | 26 mai 2023 | CD                   | Inouie Distribution                         |